# Strefa sejsmiczna
Strefy sejsmiczne – obszary występowania częstych i silnych trzęsień ziemi. Obszary największej aktywności znajdują się głównie na granicach płyt litosfery (czyli wzdłuż stref subdukcji, uskoków transformujacych i grzbietów śródoceanicznych), rzadziej w obszarach wewnątrzpłytowych.
Tradycyjnie wyróżniano dwie główne strefy sejsmiczne Ziemi:
- okołopacyficzną (tzw. "pacyficzny pierścień ognia") – obejmującą pacyficzne wybrzeża obu Ameryk, archipelag Aleutów i Wysp Kurylskich, Japonię, Tajwan, Filipiny, Mariany, Nową Gwineę, archipelag Nowych Hebrydów, wyspy Fidżi, Samoa, Tonga, Kermadec i Nową Zelandię; występuje tu ok. 75% wszystkich rejestrowanych trzęsień ziemi; jest to pas utworzony głównie przez strefy subdukcji pod rowami oceanicznymi.

- alpejsko-himalajską – strefa obejmująca krainy poddane fałdowaniom alpejskim – od Wysp Azorskich poprzez Alpy, Półwysep Apeniński, Bałkany, Anatolię, Wyżynę Irańską, góry Hindukuszu, Himalaje i Tybet po Wyspy Sundajskie; występuje tu około 15% wszystkich rejestrowanych trzęsień ziemi. Jest to pas utworzony głównie przez strefy subdukcji pod młodymi górami.

Obecnie wiadomo też, że strefami sejsmicznymi są grzbiety śródoceaniczne (chodzi o te grzbiety śródoceaniczne, gdzie obserwujemy spreading) i ryfty kontynentalne (takie, jak Wielkie Rowy Afrykańskie czy ryft Bajkału). W rejonach tych występują płytkie trzęsienia ziemi.
Nie należy przy tym zapominać o zjawisku tzw. "wewnątrzpłytowych" trzęsieniach ziemi – związanych z głębokimi uskokami mieszczącymi się wewnątrz płyt tektonicznych, daleko od ich granic; zdarzenia te stanowią niecałe 10% rejestrowanych trzęsień ziemi.